# Кључ (Гацко)
Кључ је насељено мјесто у општини Гацко, Република Српска, БиХ. Према попису становништва из 1991. у насељу је живјело 78 становника.

## Географија
Налази се у Церничком пољу.

## Становништво
| Демографија | Демографија | Демографија |
| Година      | Становника  | Становника  |
| ----------- | ----------- | ----------- |
| 1961.       | 317         |             |
| 1971.       | 241         |             |
| 1981.       | 139         |             |
| 1991.       | 78          |             |